# Cynips conspicua
Cynips conspicua är en stekelart som beskrevs av Kinsey 1930. Cynips conspicua ingår i släktet Cynips och familjen gallsteklar. Inga underarter finns listade i Catalogue of Life.